# 隣の席になった美少女が惚れさせようとからかってくるがいつの間にか返り討ちにしていた
『隣の席になった美少女が惚れさせようとからかってくるがいつの間にか返り討ちにしていた』（となりのせきになったびしょうじょがほれさせようとからかってくるがいつのまにかかえりうちにしていた）は、荒三水による日本のライトノベル。イラストは、さばみぞれが担当。略称は「隣かい（となかい）」。
小説投稿サイト「小説家になろう」にて2019年6月より連載が開始され、2020年1月よりモンスター文庫（双葉社）にて刊行されている。
メディアミックスとして、宮古蜂の作画によるコミカライズががうがうモンスターで開始された後にマンガがうがうでの先行掲載による連載を経てモンスターコミックス（双葉社）にて単行本化され、2020年9月から2022年9月まで刊行された。

## ストーリー

### 第一章・第二章（文庫第1巻・2巻）
主人公・成戸悠己がクラスの席替えで隣になったのは、「隣の席になった男子を残らず惚れさせてしまう」と噂される美少女・鷹月唯季であった。何かにつけて話しかけて来る唯季に対し、悠己は持ち前の鈍感さを発揮して、なびく様子を見せない。唯季はそんな悠己に振り回されてばかりであったが、次第に彼を意識するようになる。
一方で悠己は「唯李が『隣の男子を惚れさせるゲーム』をしている」と勘違いし、唯季からのアタックを返り討ちにする日々を過ごしていた。そんな折、1年前に唯李の隣の席だった女子・花城凛央が現れ、初めは彼女から目の敵にされていた悠己だったが、ひょんな事から彼女の願いに協力することとなる。

### 第三章（文庫第3巻・4巻）
「いいなり券」を巡る期末テストを終え、待望の夏休みに突入したものの「隣の席」というアドバンテージを失った唯李はいかにして悠己を遊びに誘うか悩んでいた。そんな折、姉の真希から駅前で悠己と鉢合わせし、彼からナンパされた末に互いの連絡先を交換したことを明かされる。その話を半信半疑に思いつつも動揺を隠せない唯李は、事の真意を確認すべく瑞奈の誘いに乗じて悠己の家を訪れる。
一方の悠己は慶太郎の妹・小夜と知り合う。悠己は瑞奈と小夜が仲良くなるよう幾度と小夜を家に招くが、瑞奈はそれをことごとく拒絶し、刺客として凛央と唯李を家に招き入れる。凛央、唯李と対面した小夜は、凛央とは好意的に接するものの唯李に対しては冷たく遇らう。それを見た悠己は「唯李をあまりいじめないように」と念を押すが、彼女から「あの人には気を付けた方が良い」と忠告を受ける。プールや花火大会と夏休みのイベントに興じる中で、悠己と2人で花火大会の屋台を回ることとなった唯李は、悠己に告白する方法を模索している最中、小夜によって告白を制止させられそうになるが、その場に透かさず現れた慶太郎から唯李が隣の席になった男子を惚れさせるゲームをしているのは自身の虚言である事が明かされる。その後、紆余曲折あって花火を見るために悠己と2人で祭り会場から離れた場所にある神社を訪れた唯李は、悠己への告白を試みようとするも言えずに失敗に終わった。
夏休みが終わり、新学期を迎えた悠己たちは唯李の過去を知る転校生・萌絵と出会う。萌絵を警戒する唯李をよそに萌絵は無遠慮に唯李と接してくる。そんな調子で刻々と学園祭の日が迫る中、萌絵自身も「隣の席キラー」である事を宣言し、唯李と萌絵はどちらが真の隣の席キラーか勝負するため文化祭の催しでメイド服を着ることとなる。学園祭当日、乗り気な唯李とは対照的にどこか気分が沈んでいる萌絵の姿を気にかける悠己だったが、いつもの調子に戻った彼女の姿を見て思い過ごしだと安堵する。びっくりハウスや占いと学園祭の催しに興じた悠己は、後夜祭に差し掛かった最中、怒号をあげて教室を飛び出した萌絵を追いかける。空き教室に逃げ込んだ萌絵に説得を試みたものの思っていた以上に根深い問題で返す言葉がない状態となった悠己の前に唯李が現れる。唯李は萌絵に対し、彼女から受けたトラウマ体験や不満をぶつけ、萌絵もそれに同調して唯李への不満をぶつける。お互い不満を言い合った末に和解した。

## 登場人物

### 主人公とヒロイン
成戸 悠己（なりと ゆうき）
本作の主人公。東成陽高校2年1組所属。ぼんやりとした性格で人生を達観している。血液型はB型。普段は父、3つ年下の妹・瑞奈との3人暮らしであるが、父が長期出張中であるため瑞奈と2人暮らしをしている。
母親の遺言を律儀に守っており、父に迷惑かけまいと瑞奈の面倒を含めて家の事は極力自分でするよう心がけている。
唯李からのアタックを「隣の男子を惚れさせるゲームをしている」と勘違いしており、毎度彼女からのアタックを返り討ちにしている。また、唯李が隣の席になった男子を惚れさせては振るという行為を繰り返しているのは過去の何らかのトラウマや現在進行形で抱えているストレスによるものだと推測しており、隣の席キラーを改心させて彼女を本来の姿へと戻すべく優しく温かく見守り続けている。
瑞奈が友達を作る代わりに自分が恋人を作るという約束を瑞奈と交わしており、彼女に友達を作らせるべく唯李と偽の恋人を演じている。
鷹月 唯李（たかつき ゆい）
本作のヒロイン。東成陽高校2年1組所属。血液型はO型。「卵料理ならラクショー」と豪語するほど料理スキルが高い。「大喜利手帳」と言うお笑いネタを書き記したメモ帳を持ち歩いている。
「隣の席キラー」という異名を持ち、唯李と隣の席になった男子は皆告白し、残らず玉砕しているが、悠己の隣の席になってからというもの毎度彼に振り回せれてばかりで次第に彼に対して好意を抱くようになる。
小学生の頃は引っ込み思案で極度の恥ずかし屋だったため友達はほとんどいなかった。そんなある日、隣の席になった男子が自分と隣同士になった事を悲観している話を聞いてしまう。その事を姉・真希に相談したところ、「面白い子になれば良い」とアドバイスをもらい、漫才やギャグアニメで研究を重ね、それが功を奏して軽く冗談を飛ばせる明るい性格となり、友達が増えるようになった。
本人は隣の席の人を楽しませようとしているだけだが、いつの間にか隣の席になった男子たちから好意を持たれるようになり、前の自分に戻りたいとも思うようになったが、彼女自身も「隣の席の人を楽しませないといけない」という強迫観念に駆られるようになっており、それを払拭出来ないでいた。そんな折、悠己と出会い、「君は隣の席になった男子を惚れさせるゲームをしている」と言う見当外れな一言から始まった彼との関係を楽しんでいる。
瑞奈と対戦したゲームで負けた腹いせに対戦相手を悠己に無理矢理交代させてまで勝利を掴むなど負けず嫌いな一面がある。
萌絵とは小学生時代のクラスメイトで元々彼女に苦手意識を持っていた上にスケッチブックに描いた絵を他のクラスメイトに見せびらかされたことがトラウマとなっており、彼女に警戒心を抱いていた。

### その他の登場人物
成戸 瑞奈（なりと みな）
悠己の妹。中学2年生。血液型はAB型。人見知りで休み時間は机に突っ伏して寝たふりをしており、クラスメイトからは「眠り姫」と呼ばれている。美術部に所属しているが、幽霊部員で全然参加していない。
内弁慶で兄・悠己に対してははっちゃけがちであるが、悠己の事を「ゆきくん」などと呼んでおり、いつも自分を見守ってくれる彼を慕っている。
母親を亡くしたショックから不登校となり、家にこもりがちになった。中学校入学後も不登校気味だったせいでクラスに馴染めず、2年生からは少しずつ学校へ行っているものの周りと比べて遅れをとっていると感じ、引け目がある。
自分に友達を作らせるために悠己と唯李がニセの恋人を演じていることに気づいているが、2人が本当の恋人同士になる事を願っている。
花城 凛央（はなしろ りお）
悠己たちの同級生。東成陽高校2年4組所属。学内でも指折りの美少女で成績優秀。基本的に無口で無表情。顔が怖い。人当たりが強く、異常なまでにルールに厳しい性格故に同じクラスの男子とは険悪な関係になっているが、本人は何処吹く風と気に留めていない様子。悠己たちから「隣の席ブレイカー」と言う異名を付けられている。
中学校教員を務めていた母親の影響からか正義感が強く、小学生の頃に男女見境なく他人の素行や言動に口を出しては先生に告げ口することを繰り返した結果、クラスメイトから疎まれて孤立するようになった。そんな状況を打開すべく初めはクラスメイトに真っ向からの対話を促したが、まともに取り合ってもらえず次第に自身の信念を貫くために割り切るようになっていた。そんな折、唯李の隣の席となり、初めは彼女を邪険に扱っていたものの次第に心を開き、彼女のことを親友と呼ぶ関係にまで発展した。
唯李のことで取り乱して冷静さを欠く時があり、悠己から「唯李が隣の席の相手を惚れさせるゲームをしている」と聞いた際には激しく動揺した。
初めは悠己と唯李が仲良くする様子を快く思っておらず、悠己を目の敵にしていたが、次第に彼と打ち解けて唯李が悠己に好意を抱いている事に気づき、2人の行く末を見守るようになる。
速水 小夜（はやみ さよ）
瑞奈のクラスメイトで慶太郎の妹。中学2年生。何事もそれなりにこなし、兄・慶太郎が悪目立ちしているおかげで周囲から「しっかり者の妹」という印象を持たれている。文学部に所属しているが、瑞奈と同じく幽霊部員気味。
瑞奈と同様、引っ込み思案であまり友達がいない。他人を褒めることが苦手で無意識に口が悪くなってしまう癖があり、それが端を発してクラスメイトから敬遠されてしまい、クラス内で孤立気味であると感じるようになる。その経験から大きなグループに属するのは自分の性に合わず、同じクラスに1人でも仲の良い友人が出来れば何とかなるだろうと考え、同じ境遇にある瑞奈と仲良くしたいと思っている。
親身に接してくれる兄・慶太郎を慕っていたが、失恋を機に自分の事を蔑ろにするようになった彼に幻滅し、その原因を作り、慶太郎の純粋な気持ちを踏みにじった唯李に対して敵意を抱いていた。
速水 慶太郎（はやみ けいたろう）
悠己の友人でクラスメイト。東成陽高校2年1組所属。勉強も運動も中途半端で周囲から「頼りない兄」という印象を持たれている。
中学生の時に唯李の隣の席になり、彼女に好意を寄せ、告白したものの振られてしまう。その出来事を境にモテることや人気者になることに注力するようになる。
藤橋 萌絵（ふじはし もえ）
唯李が小学生の時のクラスメイトで、2年の夏休み明けに転校してきた生徒。悠己たちのクラスメイト。
初対面ながら、悠己の事を「ゆっきー」、凛央のことを「リオリオ」と呼ぶなどフレンドリーな性格。愛嬌があり、誰とでも分け隔てなく接する姿勢がクラスメイトから好感を得ている。その一方で他人との会話が噛み合わず、歯に衣着せぬ物言いで距離感を考えずに接するところがあり、唯李からは疎まれている。しかし本人は「唯李と自分は友達同士である」と断言しており、無遠慮に彼女へ接近している。
小学校入学直後は内向的な性格で友達が全くいなかったが、大好きな祖父の願いで友達を作り、家に呼ぶようになってからは物怖じせずに相手と話せるようになった。しかし、奔放な性格が災いしてか友達と仲違いし、その事を祖父から指摘されて反発してしまった結果、祖父と疎遠になる。その後も「友達なんてすぐ作れる」などと自負し、相変わらずの調子でクラスメイトと接していたが、転校する前の高校で隣の席の子と距離感を考えずに接した結果、その子が不登校となり、自身も休みがちになってしまった。その後、転校した先で唯李と再会し、彼女が不登校にしてしまった子と似ていることもあって仲良くしようと努力したが、彼女から嫌われてしまっていることを受けて自分が今までやってきたことに負い目を感じていた。
小牧 くるみ（こまき くるみ）
悠己たちのクラスのクラス委員長。交友関係が広く、クラス内で起きている話題には事欠かさない。ツンデレ。
唯李や萌絵と好意的に接する一方で慶太郎からは「要注意人物」と評されるほど警戒されている。
鷹月 真希（たかつき まき）
唯李の姉。大学生。日頃から唯李と仲良くしたいと考えており、唯李が自室に篭りがちなせいで妹と中々遊べない状況に寂しく思っている。
唯李の恋の悩みに耳を傾けて助言を与えるなど、恋愛面に協力的な姿勢を見せる一方、自身も悠己から散々コケにされており、彼に警戒心を抱いている。
園田 賢人（そのだ けんと）
悠己たちのクラスメイト。東成陽高校2年1組所属。テストで期せずして学年首位を取ってしまうほどの秀才で悠己と唯李が隣同士になる以前に唯李の隣の席だった男子。
慶太郎たちと同様、唯李に惚れてしまい、彼女に告白したが、敢えなく玉砕した経験を持っており、同じ境遇を経た慶太郎と意気投合し「隣の席キラー被害者同盟」なるものを結成した。その後、萌絵が転校してきてからは「エモエモ教」なる組織のリーダーを務めた。

## 作風
主人公・成戸悠己と、隣の席になった男子を惚れさせてしまうヒロイン・鷹月唯李が織りなすラブコメディ。

### 制作経緯
作者の荒三水曰く、執筆を始めた当時は「からかい上手の高木さん」などの隣の席系の漫画が流行っており、WEB小説においてもハーレムではなく、一対一の関係性を描いたラブコメが注目され始めていた。荒三水自身も過去にラブコメを書いていたことがあったため改めて書いてみようと思い、本作の構想にかかった。また、構想の最中に「返り討ち」というワードを思いつき、その言葉のニュアンスが厳しいだけでは無くほんのりとした優しさも入り混ざっていると感じ、それがキャラクター同士の掛け合いを考える上での大きな軸となったという。

### キャラクターの設定・イメージ
主人公である成戸悠己は、作者の荒三水（以下、作者）曰く、ぼっちで陰キャなイメージであるが、個人的にはコミュニケーションは苦手というわけではない、優しいお兄ちゃんキャラで、気にしない、気にかけない強さがヒロインに対する無敵さであるという。また、作中ではボケが目立ちがちであるが、たまにツッコミもしたりと器用さも兼ね備えたキャラクターであるという。
ヒロインの鷹月唯李は、作者自身の成功体験を織り交ぜたり、作者と同じくお笑い好きであったりと主人公の悠己以上に作者自身を投影している。また、極力お色気要素を控え、ギャグ要素を強調し、ギャグが面白いからこそ成り立つ楽しいヒロインを目指した。
悠己の妹の成戸瑞奈は、一見ブラコンのように見えるが、それだけにならないようにリアルな面倒臭さも内包しているキャラクターをイメージした。

## 既刊一覧

### 小説
- 荒三水（著）・さばみぞれ（イラスト） 『隣の席になった美少女が惚れさせようとからかってくるがいつの間にか返り討ちにしていた』 双葉社〈モンスター文庫〉、既刊4巻（2021年6月30日現在）
  1. 2020年2月2日初版発行（1月30日発売[3]）、ISBN 978-4-575-75261-8
  2. 2020年7月1日初版発行（6月30日発売[15]）、ISBN 978-4-575-75269-4
  3. 2020年12月30日初版発行（12月28日発売[17]）、ISBN 978-4-575-75279-3
  4. 2021年7月3日初版発行（6月30日発売[16]）、ISBN 978-4-575-75293-9

### 漫画
- 荒三水（原作）・さばみぞれ（キャラクター原案）・宮古蜂（作画） 『隣の席になった美少女が惚れさせようとからかってくるがいつの間にか返り討ちにしていた』 双葉社〈モンスターコミックス〉、全5巻
  1. 2020年9月30日初版発行（同日発売[7]）、ISBN 978-4-575-41156-0
  2. 2021年3月29日初版発行（同日発売[18]）、ISBN 978-4-575-41223-9
  3. 2021年9月30日初版発行（同日発売[19]）、ISBN 978-4-575-41299-4
  4. 2022年3月30日初版発行（同日発売[20]）、ISBN 978-4-575-41388-5
  5. 2022年9月30日初版発行（同日発売[8]）、ISBN 978-4-575-41502-5